# Чхота-Нагпур
Чхота-Нагпур (хинди छोटा नागपुर पठार) — горное плато в центральной части Индии, занимающее большую часть штата Джаркханд, а также прилегающие части штатов Орисса, Западная Бенгалия, Бихар и Чхаттисгарх.

## Этимология названия
Слово «Нагпур» скорее всего происходит от название династии Нагаванши, которая правила здесь в древности. «Чхота» — это искажённое «Чхутия», название деревни в окрестностях Ранчи, где имеются остатки древнего форта Нагаванши.

## География
К северу и востоку от плато находится Индо-Гангская равнина, к югу — бассейн реки Маханади. Общая площадь плато составляет примерно 65 тысяч км².
Плато Чхота-Нагпур делится на три части. Западная, самая высокая часть плато, называемая Паты, имеет среднюю высоту 910—1100 м над уровнем моря, наивысшая точка — 1164 м. Вторая часть плато имеет среднюю высоту 610 м и занимает основную часть округов Ранчи и Хазарибагх, а также часть округа Паламу. Самая низкая часть плато имеет среднюю высоту 300 м и находится на территории округов Восточный Сингхбхум и Западный Сингхбхум штата Джаркханд и округа Пурулия штата Западная Бенгалия.
Плато Чхота-Нагпур делится на отдельные подрегионы:
- Паты
- Плато Ранчи
- Плато Хазарибагх
- Плато Кодерма
- Жёлоб Дамодар
- Паламу
- Манбхум-Сингхбхум